# Nicholas F. Brady

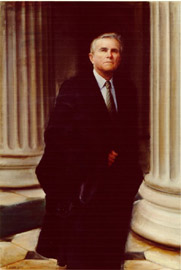
Nicholas F. Brady (ca. 1982)

Nicholas Frederick Brady (* 11. April 1930 in New York City) ist ein ehemaliger US-amerikanischer Politiker der Republikanischen Partei. Er vertrat den Bundesstaat New Jersey im US-Senat und war Finanzminister der Vereinigten Staaten unter den Präsidenten Ronald Reagan und George Bush. Bekannt wurde er durch den Entwurf des sogenannten Brady-Plan im März 1989.
Seine Ausbildung machte er auf der Yale University mit dem Abschluss Bachelor of Arts (1952) und dann auf der Harvard University mit einem MBA (1954). Er und seine Frau Katherine haben zusammen vier Kinder.
Bradys politische Karriere begann, als er zum US-Senator für New Jersey ernannt wurde, um die Vakanz, die durch den Rücktritt von Senator Harrison A. Williams entstanden war, wieder zu füllen. Diesen Posten bekleidete er nur kurz, vom 20. April 1982 bis zum 27. Dezember 1982, wobei er auch keine Wiederwahl anstrebte. Während seiner Zeit im Senat war er unter anderem Mitglied des Streitkräfteausschusses.
Im Jahr 1984 ernannte ihn Präsident Reagan zum Vorsitzenden einer präsidialen Kommission (Commission on Executive, Legislative and Judicial Salaries). Er arbeitete auch mit bei der präsidialen Kommission für strategische Streitkräfte (1983), der Nationalen Zweiparteienkommission über Zentralamerika (ebenfalls 1983), der Kommission über Sicherheit und Wirtschaftliche Unterstützung (1983) sowie der sog. Blue Ribbon Commission on Defense Management (1985). Ferner saß er der präsidialen Task Force für Marktmechanismen vor (1987).
Brady wurde am 15. September 1988 der 68. Finanzminister der Vereinigten Staaten. Im Jahr 1989, im Anschluss an eine Reihe von Jahren, in denen viele Entwicklungsländer ihre internationalen Schulden nicht begleichen konnten (darunter auch der Partner der Vereinigten Staaten, Mexiko), entwickelte er den sogenannten Brady-Plan, um den Entwicklungsländern zu helfen, Dollar denominierte Anleihen (Brady Bonds) international zu verkaufen.
Bradys Karriere im Bankensektor umfasst einen Zeitraum von 34 Jahren. In dieser Zeit trat er 1954 Dillon, Read and Company, Inc. in New York bei, zu deren Vorsitzenden er avancierte. Er war außerdem unter anderem Direktor der NCR Corporation, der MITRE Corporation und der H. J. Heinz Company. Brady ist zudem Gründer und Vorsitzender des Darby Overseas Investments, Ltd., Washington D.C., ein Investmentfonds, welcher 1994 gegründet wurde.
Ferner fungierte er als Treuhänder bei der Rockefeller University in New York und war Mitglied des Board of the Economic Club of New York.
Im Jahr 2000 wurde Brady Mitglied der American Academy of Arts and Sciences.